# Beeldaspect
Een van de onderdelen waaruit een beeldend kunstwerk is opgebouwd, noemt men een beeldaspect. Een beeldaspect kan slechts in combinatie met andere beeldaspecten aangewend worden. Een beeldaspect is eigenlijk een "beeldende truc" die een plastisch kunstenaar toepast om in zijn opzet te slagen. Grote kunstenaars muntten uit in het aanwenden van een bepaald beeldaspect. Barok-schilders als Rembrandt van Rijn en Caravaggio waren meesters in het toepassen van het clair-obscur.
De belangrijkste beeldaspecten zijn: licht, kleur, ruimte, vorm, structuur en compositie met hun afgeleiden.
- licht met soorten licht, zoals tegenlicht, meelicht, zijlicht, strijklicht en de werkingen van licht: eigen schaduw, slagschaduw en clair-obscur
- kleur: door licht ontstaan kleuren met de zeven kleurcontrasten zoals: kleur tegen kleurcontrast, licht-donkercontrast, complementaircontrast, koud-warmcontrast, kwaliteitscontrast, kwantiteitscontrast en simultaancontrast.
- ruimte: lijnperspectief
- vorm: plasticiteit in de beeldhouwkunst
- structuur
- textuur en de arcering
- compositie en de georganiseerdheid

Materiaal en techniek zijn geen beeldaspecten, maar vormen samen ermee de beeldende middelen. In beklijvende kunstwerken vormen deze een uitgebalanceerd evenwicht. 